# Monumento a los Héroes de Iquique (Santiago de Chile)
El Monumento a los Héroes de Iquique, llamado también Monumento de las Glorias Navales o a los Héroes de la Esmeralda, se ubica en la plaza Capitán Prat, en la intersección de las calles 21 de Mayo e Ismael Valdés Vergara, en el centro de Santiago, Chile. Inaugurado el 28 de mayo de 1962 cuando era alcalde e intendente de la ciudad el general de brigada (R) Ramón Álvarez Goldsack, fue el primer monumento erigido en la capital del país en honor a los héroes del combate naval de Iquique.

## Descripción
El monumento está compuesto por una pirámide de 25 metros de altura que imita un faro; tiene 12 metros de base y se halla montado sobre una plataforma escalonada circular de unos 20 metros diámetro, con escalera espiral interior hasta su cima. En su base occidental se alza el conjunto escultórico principal, obra de José Carocca Laflor, que muestra a Arturo Prat mirando hacia el mar y alzando su mano izquierda hacia el horizonte. La figura de Prat es la principal y más destacada de todo el grupo escultórico, de 3.60 metros de altura, mientras que las otras alcanzan 3.20 metros; junto a él se ubica el sargento Juan de Dios Aldea, detrás de este, un marino; al otro lado, un marinero con un hacha preparándose para el abordaje y, a espaldas del héroe, una alegoría a la República. Debajo del conjunto principal, escrita en un costado de un bloque de piedra, se lee la carta de Miguel Grau Seminario dirigida a la viuda de Prat, Carmela Carvajal, luego de la contienda.
La escultura en yeso que dio forma a las figuras de bronce es obra José Carocca Laflor, el diseño de la base y la torre son del arquitecto Gustavo García Postigo, quien falleció poco antes de concluido el monumento, mientras la cantería, el pedestal y la estructura de piedra del faro estuvo en manos del escultor Moisés Busquets Montalva.
La torre tiene relieves a ambos lados cerca de la base con las figuras de lord Cochrane y  Manuel Blanco Encalada arriba, esculturas de medio bulto de Carocca Laflor que simbolizan la guerra, la gloria, la victoria y la paz.
En la cara oriental del monumento una alegoría femenina, que mira en dirección hacia la cordillera de los Andes; más abajo y sobre la puerta que da a la escalera interior espiral está grabada la arenga de Prat antes del combate: Muchachos la contienda es desigual. N nunca se ha arriado nuestra bandera ante el enemigo y espero que no sea esta la ocasión de hacerlo. Mientras yo viva, esa bandera flameará en su lugar. Y si yo muero mis oficiales sabrán cumplir con su deber.